# مزاد إلكتروني

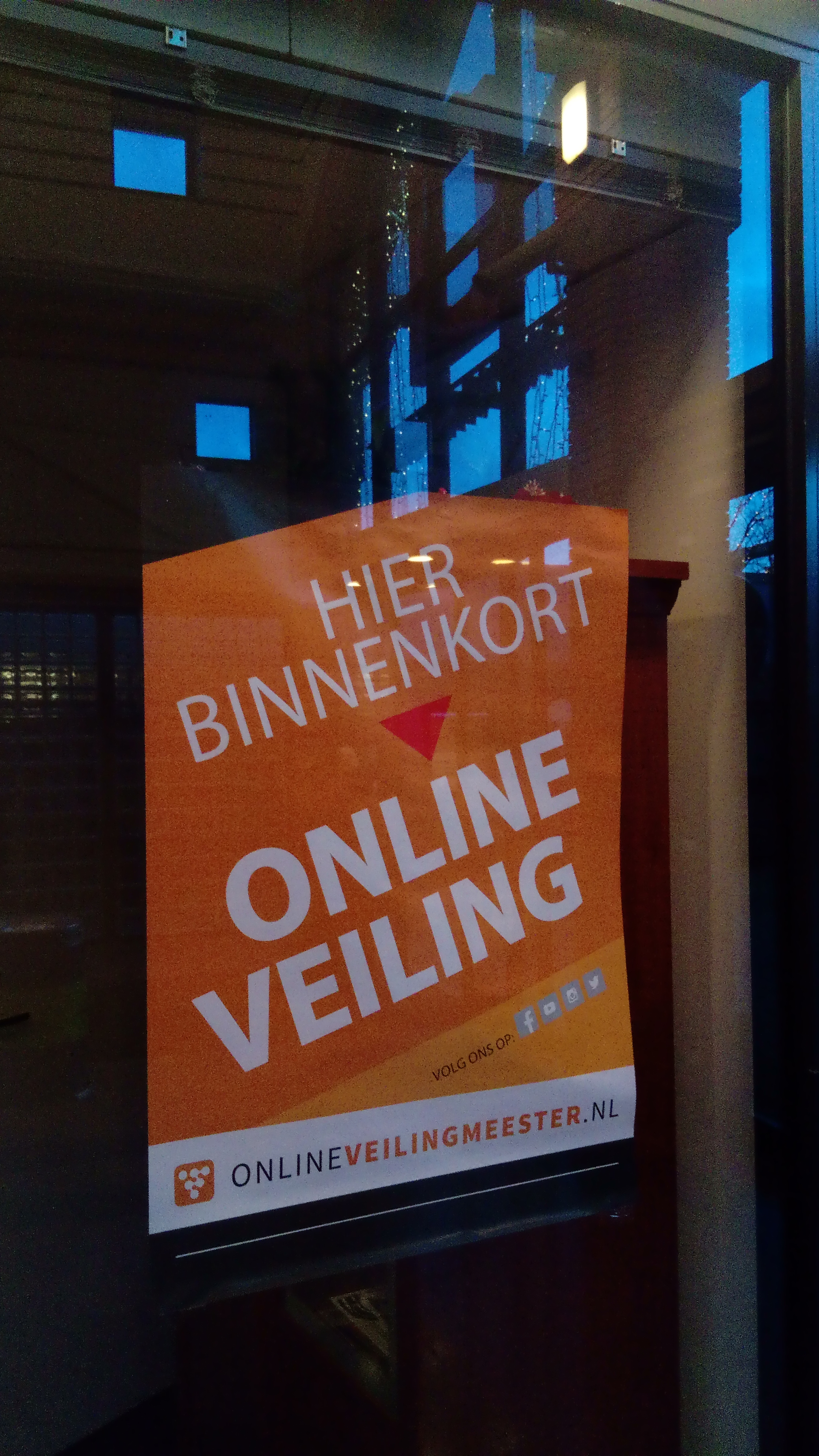
ملصق يشير إلى أن موقع المزاد عبر الإنترنت سيفتح متجرًا هنا في مدينة هوغيفين في منطقة درينثيك

المزاد الإلكتروني (أو المزاد على شبكة الإنترنت) هو مزاد يقام عبر الإنترنت.  تأتي المزادات عبر الإنترنت في العديد من الأشكال المختلفة، ولكن الأكثر شعبية هي مزادات اللغة الإنجليزية التصاعدية، والمزادات الهولندية التنازلية، أو مزادات السعر الأول، أو في بعض الأحيان حتى مزيج من مزادات متعددة، مع أخذ عناصر واحد وتزويرها مع أخرى.
وقد دفعت شبكة الإنترنت نطاق هذه المزادات ونطاقها إلى مستوى يتجاوز ما كان يتوقعه أولة روادها. ويرجع ذلك أساسا إلى أن المزادات عبر الإنترنت تزيل القيود المادية للمزادات التقليدية مثل الحضور والزمان والمكان والجمهور المستهدف الصغير. وقد جعل هذا التدفق في إمكانية الوصول أيضا من السهل ارتكاب أعمال غير قانونية في مزاد علني.  في عام 2002، كان من المتوقع أن تمثل المزادات عبر الإنترنت 30٪ من جميع التجارة الإلكترونية عبر الإنترنت بسبب التوسع السريع في شعبية شكل التجارة الإلكترونية. تشمل المزادات عبر الإنترنت الأعمال التجارية إلى الأعمال التجارية (B2B)، الشركات إلى المستهلك (c2c)، ومزادات المستهلك إلى.